# Listă de invazii
Aceasta este o listă incompletă de invazii care au avut loc de-a lungul istoriei.

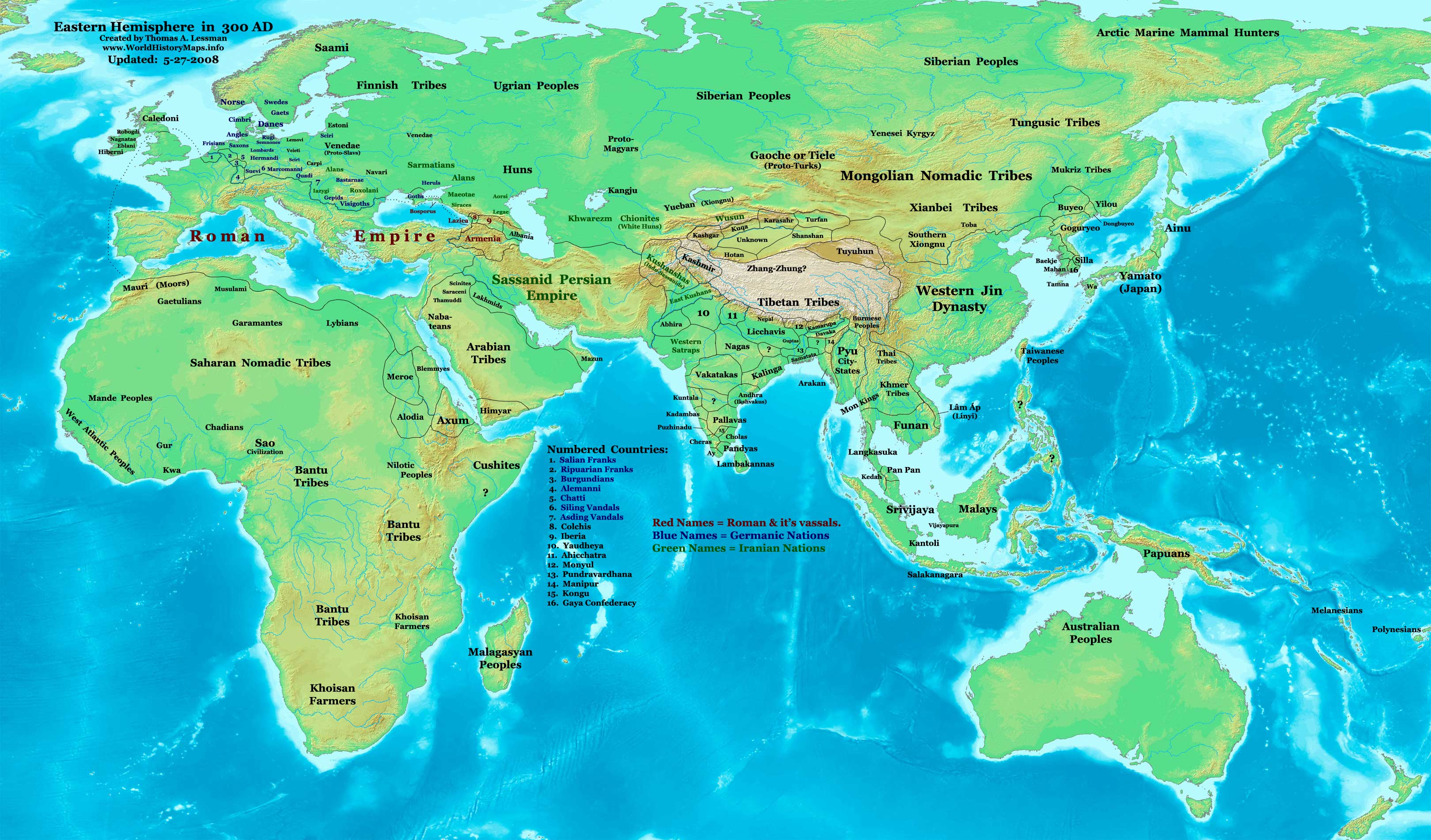
Xiongnu în anul 300 și alte triburi migratoare

## Primele invazii asiatice
În secolul IV d.Hr.  încep marile migrații în Europa ale popoarelor asiatice nomade (375-1241). În secolele dinainte de era noastră în nordul Chinei și în nesfârșitele deșerturi și stepe ale Mongoliei și Asiei centrale trăiau popoarele mongole nomade și semisălbatice. Acestea atacau mereu regatele chineze în condițiile în care China era divizată de războaie în mai multe state. An de an, nomazii prădalnici năvăleau în fertilele teritorii chineze udate de fluviul Galben și jefuiau tot ce găseau, ucideau bătrânii și copii, îi făceau sclavi pe ceilalți și nimiceau toată recolta. Regii chinezi erau mai preocupați de meschinele și perfidele lor războaie fraticide decât de amenințarea de la nord. Dintre toți nomazii mongoli cei mai de temut și cei mai cruzi erau triburile Hsiung Nu sau Xiongnu/Xiognu. Aceștia erau originari din Manciuria și Mongolia iar numele lor era temut în toată Asia de nord.

## Rezistența opusă de China
După o perioadă chinezii nu au mai fost dispuși să rămână pasivi și să plătească sângeroase tributuri neamului Xiognu. China are un împărat și acesta decide construirea Marele Zid Chinezesc. În pofida zidului Xiognu cuceresc nordul Chinei iar suveranul Mao Dun întemeiază propiul regat. Dar chinezii nu vor să îi mai suporte pe acești barbari prădalnici. La începutul secolului al IV-lea (e.n.), 200000 de Xiognu,bărbați, femei și copii, sunt măcelăriți fără milă de regele Wei (Wudi). Supraviețuitorii fug dincolo de Altai și încep să migreze spre vest, stabilindu-se în Asia centrală. Dar nu au fost cruțați de capriciile naturii. În anul 373, o modificare climatică distruge recoltele, iar animalele mor în urma unei ierni năprasnice.

## Invazia hună în Europa
Sub conducerea hanului Balamir (Balamber) poporul Xiongnu (Xiungnu), hotărăște să migreze spre vest. În stepele din nordul Caucazului, Xiongnu îi lovesc pe alani. În urma unor bătălii sângeroase alanii sunt supuși de Xiognu. Atunci au aflat Imperiul Roman și semințiile europene de Xiognu și le-au dat numele de huni (în greacă hunnoi, în latină hunni). Hunii au continuat să înainteze spre vest ciocnindu-se cu regatul ostrogoților. Întâlnirea a fost fatală pentru cei din urmă, regatul ostrogot este spulberat. Bătrânul rege Ermanarich este umilit și se sinucide. Ostrogoții supraviețuitori aleg un rege nou pe Withimer. Acesta adună o nouă armată cu care îi înfruntă pe huni. Această armată va fi la fel măcelărită de huni. Supraviețuitorii au năvălit peste vizigoții din sudul Moldovei și estul Munteniei. Surprinși de acest atac neașteptat, vizigoții s-au retras în preajma Dunării, urmărițifiind însă După ei însă de huni. Speriați de atacurile lor, vizigoții au cerut împăratului roman Valens să-i primească în imperiu, la sud de Dunăre. Valens acceptă și vizigoții trec Dunărea înaintea hunilor. Hunii își continuă drumul pustiitor spre vest. Armatele lor intră în Muntenia, trec Carpații Meridionali, traversează Podișul Transilvaniei, trec de Munții Apuseni și ajung în pe valea Tisei. Traversează râul Tisa intrând în câmpia Panoniei, ce le amintea ca relief geografic de locurile de baștină din Asia Centrală. Hanul lor își așază tabăra acolo și toți hunii se opresc în Panonia. La sfârșitul secolului al IV-lea, în 395, moare împăratul roman Teodosiu cel Mare, care reușise destul de bine să mențină un echilibru între invadatorii huni și europeni. În acel an Imperiul Roman a fost scindat în două: Imperiul Roman de Apus și Imperiul Roman de Răsărit, cu capitalele la Ravenna și Constantinopol. Hunii intră repede în conflict cu Imperiul de Răsărit, iar hanul Uldin devastează teritoriile balcanice. Împăratul Imperiului Roman de Apus a încheiat însă o pace care îl va salva de incursiunile de jaf. În anul morții lui Teodosiu cel Mare se năștea fiul hunului Mundzuk. Numele acestui fiu s-a pierdut, goții i-au dat însă o poreclă, Attila (în turca veche și în gotă), „tătucul”), acesta fiind numele sub care a rămas cunoscut în istorie.

## Bulgarii
Dupa mongoli,  huni și avari, urmeaza invaziile altei populatii mongole, bulgarii, care îi subjugă pe slavii sud-dunăreni, cultural însă fiind asimilați de aceștia. Bulgarii, neam turco-mongol din Asia Centrală, se așezaseră în sec. VI pe cursul superior al Volgăi. Marele khagan al bulgarilor Kuvrat sau Kurt moare lăsând  ca urmaș pe fiul său Asparuh. În anul 680 o parte din ei, cu Asparuh în frunte, migrează în Balcani. Ceilalți se convertesc la islam, fondând pe Volga un stat ce va fi distrus de mongoli in 1234. Bulgarii, sub conducerea lui Asparuh, au cucerit teritorii slave și bizantine din peninsula balcanică formând un hanat sud-dunărean balcanic în anul 680. Hanul Krum l-a ucis pe împăratul bizantin Nicefor și a asediat Constantinopolul, capitala Imperiului Roman de Răsărit. Cruzimea bulgarilor era cunoscută: Krum și-a făcut din craniul lui Nicefor un pahar din care bea vin. Totuși, populația mongolă era mai puțin nuleroasă decât cea slavă, fiind treptat asimilaă de către slavi. In 859 hanul Boris se proclamă țar și adoptă creștinismul. Urmașii săi, din care se remarcă Simeon, își vor lua titlul de împărați ai  Țaratului Bulgar. Simeon face aceasta după bătălia de pe râul Aheloos din 917. În 970, ajutați de cneazul  kievean Sviatoslav I, bizantinii conduși de Ioan Tzimiskes cuceresc partea răsăriteană a Bulgariei. Țarul bulgar Samuel îi unifică pe macedoneni, vlahii sud-dunăreni și greci. În 1018 împăratul Vasile al II-lea al  Bizanțului cucerește Bulgaria slavă. În urma bătăliei decisive de la Kleidion, știută și ca bătălia de la muntele Belașița, va lua 14.0OO prizonieri bulgari, scoțându-le ochii. Împăratul nu uita că hanul Krum și-a făcut pocal din țeasta lui Nicefor în 811.

## Maghiarii
La sfârșitul secolul IX d.Hr., în Europa își fac apariția maghiarii. Ei veneau din nordul Mării Negre, unul din locurile în care s-au așezat în cursul migrației lor dinspre Asia.
Maghiarii erau un popor nomad. Etnic erau înrudiți cu mongolii, dar de care se vor deosebi în perioada migrației, prin amestec finic, slav, germanic, iranic. În secolul IX d.Hr. erau așezați pe cursul mijlociu al Volgăi și au început să migreze spre sud. În 890 maghiarii erau așezați în nordul Mării Negre de unde făceau raiduri de pradă în jur, inclusiv în Europa centrală. În 895, sub Arpad, fugind de frica pecenegilor, maghiarii trec Carpații de Nord  prin Pasul Verețki, pe traseul Nistru-Tisa și se așază în Bazinul Panonic. Maghiarilor li se mai zicea onoguri (în mongolă poporul celor 10 săgeți) sau unguri. Astfel, Panonia devine Ungaria, iar maghiarii devin urmași, pe Dunărea de Mijloc, ai hunilor și  avarilor. După ce se așează acolo, se orienteaza spre Europa de Vest. Pustiesc Germania, Lombardia, Franta și Spania. Numai Bavaria a fost jefuită de 11 ori, iar Lombardia de 13. În 943 și 934 maghiarii ajung sub zidurile Constantinopolului. In anul 955, maghiarii sunt înfrânți de împăratul german Oton I. Maghiarii efectuează incursiuni în Bulgaria și Transilvania. În anul 985, Vaik, conducătorul ungur, se creștinează sub numele de Ștefan (sanctificat la 1183) și pune bazele regatului maghiar cucerind Transilvania și Croația.

## Alte popoare migratoare
Khazarii, popor turcic de origine mongolă, era originar din Asia centrală și Siberia de sud. Ei au migrat în Europa alături de maghiari și alte popoare turcice. În secolul VII d.Hr își constituie un Hanat în nordul Mării Negre. În anul 890 o parte din ei migrează alături de Arpad  și ceilalți maghiari în Panonia. Khazarii au fost singurul popor din istorie care s-a convertit la iudaism. Hanatul khazar era in sfera de influenta a Bizantului. În anul 969 el a fost distrus de cneazul rus Sviatoslav al Kievului. Ultimele sale rămășițe au fost înlăturate de o expeditie militară bizantină (1016). Khazarii se retrag în Caucazia și de acolo urmele lor se pierd în negura istoriei. 
Pecenegii erau un popor din Turkestan și o ramură a turcilor. In secolul X d.Hr, sub presiunea triburilor selgiucide, turcii s-au islamizat. Turcii pecenegi au migrat însă in zona Volgăi, neacceptand Islamul. În 895, în același timp cu khazari, unguri (cumanii apar ulterior) au migrat în Europa, stabilindu-se  parțial în Muntenia și sudul Moldovei, unde cu timpul s-au integrat populației valahe autohtone. Acolo ei întemeiază mai tîrziu, temporar, un hanat alături de cumani, popor turcic. În 1091 pecenegii se infiltrează, la sud de Dunăre, în Balcani. Împăratul Constantinopolului, Alexios Comnen îi înfrânge și pecenegii vor dispare  militar din istorie, după o ultimă confruntare cu Bizanțul în 1122. 
Cumanii erau si ei popor turco-mongol ca pecenegii. Erau originari tot din Asia centrala si Turkestan. Hanii cumani au migrat in Europa cu pecenegii, ungurii si khazarii. Dupa caderea hanatului peceneg, cumanii le-au luat locul in Dacia. Atacau si jefuiau periodic cnezatele ruse si Ungaria. Cneazul Sviatoslav al Rusiei il infrange pe hanul cuman Kobiak. Apoi cumanii hanului Gza sufera o infrangere cand asediaza Novgorodul. Cneazul rus Igor este infrant de hanul Konkeak. In anul 1227 cumanii sunt infranti de mongoli si dispar din istorie.
In Asia centrala unele triburi mongole au inceput sa migreze in Europa ca aliati a diferite populatii nomade. Astfel era micul trib al kouilor. Kouii au fost aliati ai cnejilor rusi impotrva cumanilor si pecenegilor. Jefuiau periodic Polonia si Lituania pana cand marea invazie tataro-mongolă le-a sters urmele. In secolul XII triburile mongole formasera o uniune de triburi sub Qabul Han. In 1210 Temudjen, fiul lui Yisugei, nepotul lui Qabul uneste triburile mongole cucerind intinse teritorii. Moartea lui Genghys Han (1227) nu opreste expansiunea tataro-mongola. In 1241 dupa cucerirea Rusiei, nepotul lui Temudjen, Batu invadeaza Europa. Batu il infrange pe regele maghiar Bela 4. Tatarii ocupa Buda si Székesfervár capitala ungara. Polonia Piaștilor este si ea jefuita. Moartea lui Ogodai han intrerupe temporar invaziile ce vor fi continuate de cele 3 regate mongole europene: Crimeea, Kazanul si Astrahanul. Ivan, țarul Rusiei a cucerit pe ultimele două. Ecaterina a Rusiei ia în stăpanire și Crimeea in 1783. Dupa 1241, anul marii invazii tataro-mongole se incheie perioada invaziilor asiatice. Regatele mongole din Europa vor mai rezista sub suzeranitate turcă. După dispariția a două dintre ele Marele Hanat Mongol al Crimeei va fi inclus în Turcia otomană păstrându-și totuși suveranitatea statală.